# Rio Corhana
O Rio Corhana é um rio da Romênia, afluente do Crişul Negru, localizado no distrito de Bihor.